# DHK Flensborg
Der DHK Flensborg (Dansk Håndboldklub Flensborg e. V.; deutsch: Dänischer Handballklub Flensburg) ist ein Handballverein aus Flensburg. Seit der Saison 2008/2009 tritt der DHK Flensborg mit 16 Mannschaften, davon neun im Jugendbereich, an. Erstmals wurden auch zwei Damenmannschaften aufgestellt.

## Geschichte
Der Verein wurde am 24. April 1979 von Ernst Fischer, Merete Fischer, Christa Wohlenberg, Hermann Wohlenberg und Edvin Bergemann gegründet. Am 3. Oktober 1979 wurde er in den Landessportverband aufgenommen und am 10. Mai 1980 in die Sydslesvigs danske Ungdomsforeninger (SdU).
1982 wurde vom Verein erstmals der seitdem jährlich stattfindende DHK-Pokal ausgerichtet.
Zu den Erfolgen des Vereins gehören der Gewinn des SdU-Cups 1992, der Aufstieg der ersten Herren-Mannschaft in die Regionalliga 1996 sowie 2011, 2015, 2021 und 2024 in die 3. Liga. Weiterhin gewann die Herrenmannschaft den DHB-Amateur-Pokal 2015.